# Armagh
Armagh je grofovsko mesto grofije Armagh na Severnem Irskem, kakor tudi središče istoimenega okraja državne uprave.

## Opis
V cerkvenem pomenu je Armagh glavno mesto za Irsko; tukaj je nadškofija Armagh ter irski primas za obe Cerkvi: rimskokatoliško Cerkev in anglikansko skupnost. V starih časih je bilo blizu Navan Forta (Eamhain Mhacha) eno največjih kraljevih glavnih mest Irskega poganskega kraljestva keltske omike. Danes je znan po dveh stolnicah in zvezdarni.
V irščini se imenuje Ard Mhacha ali Machin Vis. Armagh je dobil kraljevsko poveljo od kraljice Elizabete 1994, a položaj mesta je zopet pridobil 1995. Armagh je mestece z najmanjšim številom prebivalstva na Severnem Irskem.

## Prebivalstvo
Glede na popis prebivalstva 2011 je imel Armagh 14.749 prebivalcev (5871 gospodinjstev). Leta 2001 je štel 14.590 prebivalcev in sicer:
- 68,3 % katoličanov;
- 30,2 % protestantov in drugih kristjanov;
- 11,6 % se jih je rodilo zunaj Severne Irske in
- 1,0 % jih ni bilo bele rase.

## Podnebje
Armagh, kot večina Irske, ima obmorsko podnebje po Köppnovi podnebni klasifikaciji. Najbližja vremenska opazovalnica, Armaški observatorij, ima vremenske podatke vse od 1844. Med tem časom je bila najvišja temperatura 10. julija 1934 in sicer 30,3 ºC. Najnižja temperatura, -15,1 ºC, je bila zabeležena 7. februarja 1895.
Značilno doseže najtoplejši dan v letu temperaturo 26,1 ºC, in 3,7 dni na leto ima najvišjo temperaturo vsaj 25,1 ºC.
Značilno pade najhladnejša noč v letu do -6,8 ºC in 40,4 noči prinese zmrzal. Vsa povprečja se nanašajo na opazovalno obdobje 1981–2010.
| Podnebni podatki za Vremenska postaja Armagh 1981–2010, ekstremi 1844– | Podnebni podatki za Vremenska postaja Armagh 1981–2010, ekstremi 1844– | Podnebni podatki za Vremenska postaja Armagh 1981–2010, ekstremi 1844– | Podnebni podatki za Vremenska postaja Armagh 1981–2010, ekstremi 1844– | Podnebni podatki za Vremenska postaja Armagh 1981–2010, ekstremi 1844– | Podnebni podatki za Vremenska postaja Armagh 1981–2010, ekstremi 1844– | Podnebni podatki za Vremenska postaja Armagh 1981–2010, ekstremi 1844– | Podnebni podatki za Vremenska postaja Armagh 1981–2010, ekstremi 1844– | Podnebni podatki za Vremenska postaja Armagh 1981–2010, ekstremi 1844– | Podnebni podatki za Vremenska postaja Armagh 1981–2010, ekstremi 1844– | Podnebni podatki za Vremenska postaja Armagh 1981–2010, ekstremi 1844– | Podnebni podatki za Vremenska postaja Armagh 1981–2010, ekstremi 1844– | Podnebni podatki za Vremenska postaja Armagh 1981–2010, ekstremi 1844– | Podnebni podatki za Vremenska postaja Armagh 1981–2010, ekstremi 1844– |
| Mesec                                                                  | Jan                                                                    | Feb                                                                    | Mar                                                                    | Apr                                                                    | Maj                                                                    | Jun                                                                    | Jul                                                                    | Avg                                                                    | Sep                                                                    | Okt                                                                    | Nov                                                                    | Dec                                                                    | Letno                                                                  |
| ---------------------------------------------------------------------- | ---------------------------------------------------------------------- | ---------------------------------------------------------------------- | ---------------------------------------------------------------------- | ---------------------------------------------------------------------- | ---------------------------------------------------------------------- | ---------------------------------------------------------------------- | ---------------------------------------------------------------------- | ---------------------------------------------------------------------- | ---------------------------------------------------------------------- | ---------------------------------------------------------------------- | ---------------------------------------------------------------------- | ---------------------------------------------------------------------- | ---------------------------------------------------------------------- |
| Rekordno visoka temperatura °C                                         | 14.7                                                                   | 15.9                                                                   | 21.7                                                                   | 22.6                                                                   | 26.2                                                                   | 30.0                                                                   | 30.3                                                                   | 29.4                                                                   | 26.7                                                                   | 21.7                                                                   | 16.8                                                                   | 15.0                                                                   | 30.3                                                                   |
| Povprečna visoka temperatura °C                                        | 7.4                                                                    | 8.1                                                                    | 10.2                                                                   | 12.6                                                                   | 15.6                                                                   | 18                                                                     | 19.7                                                                   | 19.3                                                                   | 16.9                                                                   | 13.4                                                                   | 10                                                                     | 7.7                                                                    | 13.3                                                                   |
| Povprečna nizka temperatura °C                                         | 1.9                                                                    | 1.6                                                                    | 3.1                                                                    | 4.3                                                                    | 6.7                                                                    | 9.6                                                                    | 11.7                                                                   | 11.4                                                                   | 9.5                                                                    | 6.8                                                                    | 3.9                                                                    | 2.1                                                                    | 6.1                                                                    |
| Rekordno nizka temperatura °C                                          | −14.3                                                                  | −15.1                                                                  | −12.4                                                                  | −7.1                                                                   | −2.3                                                                   | 0.8                                                                    | 1.7                                                                    | 2.3                                                                    | −0.6                                                                   | −5.6                                                                   | −8.3                                                                   | −14.6                                                                  | −15.1                                                                  |
| Povprečna količina dežja mm                                            | 74.5                                                                   | 54                                                                     | 65.6                                                                   | 57.6                                                                   | 57.8                                                                   | 58.4                                                                   | 62.7                                                                   | 76.3                                                                   | 68.1                                                                   | 85.5                                                                   | 74.6                                                                   | 77.1                                                                   | 812.2                                                                  |
| Povp. št. sončnih ur                                                   | 46.4                                                                   | 69                                                                     | 96.6                                                                   | 142.6                                                                  | 173.5                                                                  | 144.2                                                                  | 137.0                                                                  | 133.3                                                                  | 113.9                                                                  | 90.2                                                                   | 58.5                                                                   | 40.3                                                                   | 1.245,5                                                                |
| Vir:                                                                   |                                                                        |                                                                        |                                                                        |                                                                        |                                                                        |                                                                        |                                                                        |                                                                        |                                                                        |                                                                        |                                                                        |                                                                        |                                                                        |

## Znamenite osebnosti
- Malahija (1094/95–1148), nadškof in svetnik, ki mu pripisujejo Malahijeve prerokbe o papežih
- Charles Wood (1866–1926), dkladatelj
- Patrick Magee (1922–1982), igralec
- Ian Paisley (1926–2014), protestantovski duhovnik in protikatoliški politik
- Seamus McGarvey (* 1967), filmski igralec, snemalec in režiser
- Colin Morgan (* 1986), igralec

## Galerija
- St. Patrick's Cathedral, Armagh - Stolnica sv. Patrika v Armaghu (Irska katoliška Cerkev)
- Market House - trgovina
- Armagh Public Library - knjižnica
- Courthouse - sodnija
- Armagh County Museum - muzej
- Armagh Planetarium - planetarij